# 帯電防止膜
帯電防止膜（たいでんぼうしまく）とは、照明用カバーやディスプレイパネルに透明導電膜などを蒸着して埃を付着しにくくする膜。LED照明のキャップなどにも加工が可能である。